# Unicorn Content
Unicorn Content es una productora de televisión española fundada en el año 2017. La empresa fue creada por Xelo Montesinos, quien controlaba el 70% de las acciones, mientras que el 30% restante lo ocupaba Mediaset España. Sin embargo, en 2020, Ana Rosa Quintana compró la mayor parte de las acciones de Montesinos (el 51%), convirtiéndose así en la presidenta de la productora, mientras que Xelo Montesinos continuó como accionista y consejera delegada con un 19% del accionariado. Mediaset España, a través de Mediterráneo Mediaset España Group, siguió controlando el 30%.
Cabe destacar que la mayor parte de la producción de Unicorn Content va dirigida a Mediaset España, aunque también ha producido para DMAX y varias televisiones autonómicas, así como para Prime Video o HBO Max.
La empresa ha producido varios programas como Ya es mediodía, Cuatro al día o En el punto de mira, entre otros. Actualmente, produce los programas El programa de Ana Rosa, La mirada crítica, Vamos a ver, Fiesta y 120 minutos.

## Producción

### Programas
En emisión
- (2018 - 2023; 2025 - act.) El programa de Ana Rosa (Telecinco)
- (2018 - act.) 120 minutos (Telemadrid)
- (2022 - act.) Fiesta (Telecinco)
- (2023 - act.) La mirada crítica (Telecinco)
- (2023 - act.) Vamos a ver (Telecinco)

Finalizados
- (2018) España mira a La Meca (Cuatro)
- (2018 - 2022) En el punto de mira (Cuatro)
- (2018 - 2023) Ya es mediodía (Telecinco)
- (2019) Este es mi sitio (CMM TV)
- (2019 - 2020) Vuelta al cole (Telemadrid)
- (2019 - 2022) Mujeres al poder (Telecinco y Cuatro)
- (2019 - 2024) Cuatro al día (Cuatro)
- (2020) Quijotes del siglo XXI (Telecinco)
- (2020) Cara o creu (À Punt)
- (2020) De la vida al plato (Prime Video)
- (2020 - 2023) Los Gipsy Kings (Cuatro)
- (2021) Erguidos frente a todo (Telecinco)
- (2021) 15M: ¿Generación perdida? (Cuatro)
- (2021) La comunidad (Telemadrid)
- (2021 - 2022) Lingo (Canal Sur y ETB2)
- (2021 - 2022) Ya son las ocho (Telecinco)
- (2022) Ya es verano (Telecinco)
- (2022) Tupper club (Telemadrid)
- (2023 - 2024) La vida sin filtros (Telecinco)
- (2023 - 2025) Tardear (Telecinco)
- (2024) Tiempo al tiempo (Cuatro)

### Series
- (2020 - 2023) Desaparecidos (Telecinco y Amazon) (2ª y 3ª Temporadas)
- (2024 - act.)  El marqués (Telecinco)

### Documentales
- (2018) Yo fui un narco (DMAX)
- (2021) Dolores: la verdad sobre el caso Wanninkhof (HBO Max / Telecinco)
- (2021) El Principito es Omar Montes (Prime Video)
- (2021) Mujeres sin censura (cines / TVE)
- (2022) Felicidades, Letizia (Telecinco)
- (2023) Influencers: Sobrevivir a las redes (Prime Video)
- (2023) La caza del encantador (Telecinco)